# Dabo Swinney
Dabo Swinney, né le 20 novembre 1969 à Birmingham en Alabama est un entraîneur de football américain ayant auparavant joué au niveau universitaire pour le Crimson Tide de l'Alabama (1990-1992).
Il occupe depuis 2009 le poste d'entraîneur principal des Tigers de Clemson évoluant au sein de la NCAA Division I Football Bowl Subdivision (FBS),. Avec cette équipe, il remporte les championnats 2016 et 2018.

## Vie privée
Swinney est surnommé Dabo depuis qu'il est bébé et qui lui avait été donné par son frère, Tripp, ce dernier essayant d'énoncer « That boy » (ce garçon en français) lorsqu'il faisant référence à Swinney.
Swinney s'est converti au christianisme à l'âge de 16 ans et a déclaré à ce sujet que cela avait changé ma vie et que c'était devenu le fondement de sa vie (« And that was a game-changer for me. That's really become the foundation of my life. »), tout en ajoutant que le coaching lui permettait de donner un sens à certaines choses qu'il avait vécues dans sa vie, qu'il lui permettait d'utiliser ses expériences de vie pour avoir un impact sur les jeunes et de servir Dieu à travers ce qu'il faisait et qu'il était très passionné par le fait de voir les jeunes obtenir leur diplôme, mûrir et se développer (« Coaching makes some of the things I've experienced in my life make sense to me. It allows me to use my life experiences to impact young people and to serve God through what I do. I'm very passionate about seeing young people graduate, mature and develop. »).
Swinney réside à Clemson en Caroline du Sud et est marié à son amour de lycée, Kathleen Swinney, avec qui il a eu trois garçons,.
Swinney est également le parrain du footballeur Tanner Tessman, joueur de l'Olympique Lyonnais,.